# Alex Silva (hockeista su ghiaccio)
Alex Silva (Varese, 16 aprile 1980) è un ex hockeista su ghiaccio italiano.

## Carriera
Silva nacque a Varese ed iniziò la propria carriera nelle giovanili dell'AS Mastini Varese. Nel 1998 debuttò in serie A2 con i cugini dell'HC Como, che lasciò l'anno seguente per ritornare nella squadra della sua città. A Varese rimase per quattro stagioni (dal 1999 al 2005) alternate a due annate trascorse tra le file dell'HC CourmAosta (2000-2001) e dell'HC Torino (2002-2003).
Nell'estate del 2005 Silva lasciò i Mastini per approdare nell'HC Valpellice con i quali rimase ininterrottamente fino al 2009. Nel luglio dello stesso anno fece il suo ritorno sotto la Mole, questa volta però con il Real Torino Hockey Club con i quali disputò un intero campionato in Serie A2 e due partite nella stagione successiva.
Dalla stagione 2010-2011 si accasò definitivamente a Torre Pellice, con cui rinnovò il contratto nel 2013-2014. Nonostante alcuni problemi lavorativi, che misero in dubbio la sua permanenza tra le file dei Bulldogs, anche per i due campionati successivi rimase a Torre Pellice.
A seguito della mancata iscrizione del Valpellice alla neonata Alps Hockey League, la stagione 2016-2017 sancì il ritorno di Silva all'Hockey Club Varese, squadra della Serie B. Della squadra fu nominato capitano, ma l'esperienza durò poche partite: già a fine novembre lasciò la squadra.
Nel successivo mese di giugno venne ufficializzato il suo passaggio alla neonata HCV Filatoio 2440, squadra di Torre Pellice iscritta alla Serie C, di cui Silva è anche socio.

## Palmarès

### Club
- Coppa Italia: 2

Valpellice: 2012-2013, 2015-2016